# 형사의 고심
"형사의 고심"(刑事의 苦心)은 한국에서 제작된 김도산 감독의 1919년 영화이다. 김도산 등이 주연으로 출연하였고 박승필 등이 제작에 참여하였다.

## 출연

### 주연
- 김도산

### 조연
- 안광익
- 변기종
- 윤혁
- 한철순
- 나효진
- 이응수
- 박순일